# Campanha da Fraternidade

Cartaz Oficial da Campanha da Fraternidade de 2025

A Campanha da Fraternidade é uma campanha realizada anualmente pela Conferência Nacional dos Bispos do Brasil (CNBB) no período da Quaresma. A cada cinco anos é promovida de forma ecumênica em conjunto com outras denominações cristãs. Seu objetivo é despertar a solidariedade dos seus fiéis e da sociedade em relação a um problema concreto que envolve a sociedade brasileira, buscando caminhos de solução. A cada ano é escolhido um tema, que define a realidade concreta  a ser transformada, e um lema, que explicita em que direção se busca a transformação.
- Educar para a vida em fraternidade, com base na justiça e no amor, exigências centrais do Evangelho.

- Renovar a consciência da responsabilidade de todos pela ação da Igreja Católica na evangelização e na promoção humana, tendo em vista uma sociedade justa e solidária.

O gesto concreto se expressa na coleta da solidariedade, realizada no Domingo de Ramos. É realizada em âmbito nacional, em todas as comunidades cristãs católicas e ecumênicas. A arrecadação compõe o Fundo Nacional de Solidariedade e os Fundos Diocesanos de Solidariedade; 60% dos recursos são destinados ao apoio de projetos sociais da própria comunidade diocesana. Os 40% dos recursos restantes compõem o FNS que são revertidos para o fortalecimento da solidariedade entre as diferentes regiões do país.

## História
No ano de 1961, três padres responsáveis pela Caritas Brasileira idealizaram uma campanha para arrecadar fundos para as atividades assistenciais. A atividade foi chamada Campanha da Fraternidade e realizada pela primeira vez na quaresma de 1962, em Natal, no Rio Grande do Norte. No ano seguinte, dezesseis dioceses do Nordeste realizaram a campanha. Não teve êxito financeiro, mas foi o embrião de um projeto anual dos Organismos Nacionais da CNBB e das Igrejas Particulares no Brasil, realizado à luz e na perspectiva das Diretrizes Gerais da Ação Pastoral (Evangelizadora) da Igreja no País.
Em seu início, teve destacada atuação o Secretariado Nacional de Ação Social da CNBB, sob cuja dependência estava a Caritas Brasileira, que fora fundada no Brasil em 1957. Na época, o responsável pelo Secretariado de Ação Social era Dom Eugênio de Araújo Sales, e por isso, Presidente da Caritas Brasileira. O fato de ser Administrador Apostólico de Natal explica que a Campanha tenha iniciado naquela circunscrição eclesiástica e em todo o Rio Grande do Norte. 
Este projeto foi lançado, em nível nacional, no dia 26 de dezembro de 1962, sob o impulso renovador do espírito do Concílio Vaticano II, e realizado pela primeira vez na quaresma de 1964. O tempo do Concílio foi fundamental para a concepção e estruturação da Campanha da Fraternidade, bem como o Plano Pastoral de Emergência e o Plano de Pastoral de Conjunto, enfim, para o desencadeamento da Pastoral Orgânica e outras iniciativas de renovação eclesial. Ao longo de quatro anos seguidos, por um período extenso em cada um, os padres ficaram hospedados na mesma casa, em Roma, participando das sessões do Concílio e de diversos momentos de reunião, estudo, troca de experiências. Nesse contexto, nasceu e cresceu a Campanha da Fraternidade. 
Em 20 de dezembro de 1964, os Bispos aprovaram o fundamento inicial da mesma intitulado: Campanha da Fraternidade - Pontos Fundamentais apreciados pelo Episcopado em Roma. Em 1965, tanto Caritas quanto Campanha da Fraternidade, que estavam vinculadas ao Secretariado Nacional de Ação Social, foram vinculadas diretamente ao Secretariado Geral da CNBB. A CNBB passou a assumir a CF. Nesta transição, foi estabelecida a estruturação básica da CF. Em 1967, começou a ser redigido um subsídio maior que os anteriores para a organização anual da CF. Nesse mesmo ano iniciaram também os encontros nacionais das Coordenações Nacional e Regionais da CF. A partir de 1971, participam deles também a Presidência e a Comissão Episcopal de Pastoral. 
Em 1970, a Campanha da Fraternidade ganhou um especial e significativo apoio: a mensagem do Papa em rádio e televisão em sua abertura, na quarta-feira de cinzas. A mensagem papal continua enriquecendo a abertura da CF. 
De 1962 até hoje, a Campanha da Fraternidade é uma atividade ampla de evangelização desenvolvida num determinado tempo (quaresma), para ajudar os cristãos e as pessoas de boa vontade a viverem a fraternidade em compromissos concretos no processo de transformação da sociedade a partir de um problema específico que exige a participação de todos na sua solução.
A Campanha da Fraternidade tornou-se especial manifestação de evangelização libertadora, provocando, ao mesmo tempo, a renovação da vida da Igreja e a transformação da sociedade, a partir de problemas específicos, tratados à luz do Projeto de Deus. A Campanha de 2023, sob lema "Dai-lhes vós mesmos de comer", foi criticada por grupos católicos conservadores, tais como o Centro Dom Bosco, por alegadamente apresentarem influências comunistas em seu texto base.

## Campanhas
Na história do desenvolvimento da Campanha da Fraternidade seguiu-se dentro de algumas fases que se confundem também com a história da Igreja Católica e com a história recente da sociedade brasileira.

### 1ª Fase: Em busca da Renovação Interna da Igreja

#### Renovação da Igreja
| ANO  | TEMA                  | LEMA                                                    |
| ---- | --------------------- | ------------------------------------------------------- |
| 1964 | Igreja em Renovação   | Lembre-se: Você também é Igreja                         |
| 1965 | Paróquia em Renovação | Faça de sua paróquia uma comunidade de fé, culto e amor |

#### Renovação do Cristão
| ANO  | TEMA                | LEMA                                   |
| ---- | ------------------- | -------------------------------------- |
| 1966 | Fraternidade        | Somos responsáveis uns pelos outros    |
| 1967 | Corresponsabilidade | Somos todos iguais, somos todos irmãos |
| 1968 | Doação              | Crer com as mãos!                      |
| 1969 | Fraternidade        | Para o outro, o próximo é você         |
| 1970 | Participação        | Ser Cristão é Participar               |
| 1971 | Reconciliação       | Reconciliar                            |
| 1972 | Serviço e Vocação   | Descubra a felicidade de servir        |

### 2ª Fase: A Igreja preocupa-se com a realidade social do povo, denunciando o pecado social e promovendo a justiça
| ANO  | TEMA                                | LEMA                                |
| ---- | ----------------------------------- | ----------------------------------- |
| 1973 | Fraternidade e Libertação           | O egoísmo escraviza, o amor liberta |
| 1974 | Reconstruir a Vida                  | Onde está teu irmão?                |
| 1975 | Fraternidade é Repartir             | Repartir o Pão                      |
| 1976 | Fraternidade e Comunidade           | Caminhar juntos                     |
| 1977 | Fraternidade na Família             | Comece em sua casa                  |
| 1978 | Fraternidade no Mundo do Trabalho   | Trabalho e Justiça para todos       |
| 1979 | Por um mundo mais Humano            | Preserve o que é de todos           |
| 1980 | Fraternidade no Mundo das Migrações | Para onde vais?                     |
| 1981 | Saúde e Fraternidade                | Saúde para todos                    |
| 1982 | Educação e Fraternidade             | A Verdade vos Libertará             |
| 1983 | Fraternidade e Violência            | Fraternidade sim, Violência não     |
| 1984 | Fraternidade e Vida                 | Para que todos tenham vida          |

### 3ª Fase: A Igreja volta-se para situações existenciais do povo brasileiro
| ANO  | TEMA                                                    | LEMA                                                                                          |
| ---- | ------------------------------------------------------- | --------------------------------------------------------------------------------------------- |
| 1985 | Fraternidade e Fome                                     | Pão para quem tem fome                                                                        |
| 1986 | Fraternidade e Terra                                    | Terra de Deus, Terra de irmãos                                                                |
| 1987 | A Fraternidade e o Menor                                | Quem acolhe o menor, a Mim acolhe                                                             |
| 1988 | A Fraternidade e o Negro                                | Ouvi o clamor deste povo!                                                                     |
| 1989 | A Fraternidade e a Comunicação                          | Comunicação para a Verdade e a Paz                                                            |
| 1990 | A Fraternidade e a Mulher                               | Mulher e Homem: Imagem de Deus                                                                |
| 1991 | A Fraternidade e o Mundo do Trabalho                    | Solidários na dignidade do Trabalho                                                           |
| 1992 | Fraternidade e Juventude                                | Juventude - caminho aberto                                                                    |
| 1993 | Fraternidade e Moradia                                  | Onde moras?                                                                                   |
| 1994 | A Fraternidade e a Família                              | A Família, como vai?                                                                          |
| 1995 | A Fraternidade e os Excluídos                           | Eras tu, Senhor?!                                                                             |
| 1996 | A Fraternidade e a Política                             | Justiça e Paz se abraçarão!                                                                   |
| 1997 | A Fraternidade e os Encarcerados                        | Cristo liberta de todas as prisões                                                            |
| 1998 | Fraternidade e Educação                                 | A Serviço da Vida e da Esperança                                                              |
| 1999 | A Fraternidade e os Desempregados                       | Sem trabalho... Por quê?                                                                      |
| 2000 | Dignidade Humana e Paz (ecumênica)                      | Novo Milênio sem Exclusões                                                                    |
| 2001 | Fraternidade e as Drogas                                | Vida sim, Drogas não!                                                                         |
| 2002 | Fraternidade e Povos Indígenas                          | Por uma terra sem males                                                                       |
| 2003 | Fraternidade e Pessoas Idosas                           | Vida, Dignidade e Esperança                                                                   |
| 2004 | Fraternidade e Água                                     | Água, fonte de Vida                                                                           |
| 2005 | Solidariedade e Paz (ecumênica)                         | "Felizes os que promovem a Paz" (Mt 5,9)                                                      |
| 2006 | Fraternidade e Pessoas com Deficiência                  | "Levanta-te, vem para o meio!" (Mc 3,3)                                                       |
| 2007 | Fraternidade e Amazônia                                 | Vida e Missão neste chão                                                                      |
| 2008 | Fraternidade e Defesa da Vida                           | "Escolhe, pois, a Vida" (Dt 30,19)                                                            |
| 2009 | Fraternidade e Segurança Pública                        | "A Paz é fruto da Justiça" (Is 32,17)                                                         |
| 2010 | Economia e Vida (ecumênica)                             | "Vocês não podem servir a Deus e ao dinheiro" (Mt 6,24)                                       |
| 2011 | Fraternidade e a Vida no Planeta                        | "A criação geme em dores de parto" (Rm 8,22)                                                  |
| 2012 | Fraternidade e saúde pública                            | "Que a saúde se difunda sobre a terra!" (cf. Eclo 38,8)                                       |
| 2013 | Fraternidade e Juventude                                | "Eis-me aqui, envia-me!" (is 6,8)                                                             |
| 2014 | Fraternidade e Tráfico Humano                           | "É para a liberdade que Cristo nos libertou" (Gl 5,1)                                         |
| 2015 | Fraternidade: Igreja e Sociedade                        | "Eu vim para servir" (Mc 10,45)                                                               |
| 2016 | Casa Comum, Nossa Responsabilidade (ecumênica)          | "Quero ver o direito brotar como fonte e correr a justiça qual riacho que não seca" (Am 5,17) |
| 2017 | Fraternidade: Biomas brasileiros e defesa da vida       | "Cultivar e guardar a criação" (Gn 2,15)                                                      |
| 2018 | Fraternidade e Superação da Violência                   | "Vós sois todos irmãos" (Mt 23,8)                                                             |
| 2019 | Fraternidade e Políticas Públicas                       | "Serás libertado pelo direito e pela justiça" (Is 1,27)                                       |
| 2020 | Fraternidade e Vida: Dom e Compromisso                  | "Viu, sentiu compaixão e cuidou dele" (cf. Lc 10,33-34)                                       |
| 2021 | Fraternidade e Diálogo: compromisso de amor (ecumênica) | "Cristo é a nossa paz. Do que era dividido Ele fez uma unidade." (Ef 2,14)                    |
| 2022 | Fraternidade e Educação                                 | "Fala com sabedoria, ensina com amor." (cf. Pr 31,26)                                         |
| 2023 | Fraternidade e fome                                     | “Dai-lhes vós mesmos de comer” (Mt 14,16)                                                     |
| 2024 | Fraternidade e Amizade Social                           | "Vós sóis todos irmão e irmãs" (Mt 23,8)                                                      |
| 2025 | Fraternidade e Ecologia Integral                        | "Deus viu tudo que era muito bom!" (Gn 1,31)                                                  |
| 2026 | Fraternidade e Moradia                                  | "E veio morar entre nós!" (Jo 1,14)                                                           |